# Gabhran
Gabhran (Gabhran mac Domangart, Gabrán mac Domangairt), auch als Gabrán der Verräter bezeichnet (* vor 507; † um 558/559), war von 538 bis 558 König des irisch-schottischen Königreiches von Dalriada.

## Leben
Gabhran folgte seinem Vater Domangart I. nach der Abdankung seines Bruders Comgall im Jahre 538 auf den Thron des neu errichteten Königreiches Dalriada. Er war ein Enkel von Fergus Mór mac Erc und der Vater von Áedán mac Gabráin. Unter seinem Einfluss veränderten sich die Machtverhältnisse im Norden von Alba, da er sich um 525 mit den Briten verbündete und somit das alte Bündnis mit den Pikten und Skoten kippte. Mit den Briten fiel er in das piktische Territorium ein und gab diesem die neue Bezeichnung „Gowrie“. Seinen Sohn vermählte er mit der Schwester des Piktenfürsten Bruide, der im Jahr 552 König der „caledonischen Pikten“ in den Highlands wurde. Doch die damit verbundene Hoffnung auf Frieden in der Region blieb unerfüllt. Bruide entfesselte seine Stammesbrüder und führte Überfälle auf die neuen Siedler im Gebiet des Perthshire aus, das bisher zu seinem Hoheitsbereich zählte. Dort wurde Gabhran um das Jahr 559 erschlagen.
Die Legende bringt ihn und seinen Sohn Áedán in Zusammenhang mit Uther Pendragon und der Sage um König Artus.
Gabhran trug auch den Titel Mormaer von Manau und war mit Lluan, der Tochter des Königs Brychan verheiratet. Er soll im Jahr 558 nach der Schlacht von Gowrie gestorben sein. Sein Nachfolger wurde Conall mac Comgall, aus der Familie seines Bruders Comgall.